# Баргузин (река)
Баргузи́н (бур. Баргажан мүрэн) — река в России, протекает в Курумканском и Баргузинском районах Бурятии; одна из крупнейших рек, впадающих в озеро Байкал.

## Этимология
Долина реки Баргузин является одним из традиционных мест, где селились племена бурят и баргутов, с которыми связано название реки. Она вошла во многие исторические записи под названием «Баргуджин-Токум».

## География
Длина — 480 км, площадь бассейна — 21 100 км². Берёт начало на стыке Икатского и Южно-Муйского хребтов. Вырываясь со склонов Икатского хребта, Баргузин входит в Амутскую котловину, где образует проточное озеро Балан-Тамур. Пройдя котловину, река течёт по таёжной заболоченной долине, которая постепенно переходит в глубокое ущелье, образующее относительно несложные пороги с мощными сливами. Основные препятствия концентрируются в Анкоконском прорыве, состоящем из четырёх порогов III—IV к/с. Бо́льшую часть верхнего участка Баргузин протекает по территории Джергинского природного заповедника. После входа в Баргузинскую котловину, река приобретает равнинный характер и течёт по широкой долине до села Баргузин, после чего прорывает отрог Баргузинского хребта, вновь образуя несложные пороги и шиверы. Впадает в Баргузинский залив единым потоком в 1,5 км от посёлка Усть-Баргузин, неся в Байкал многочисленные иловые и песчаные осадки.

## Гидрология
Питание реки преимущественно дождевое. Средний годовой расход воды в устье 130 м³/с.

## Притоки
Главные притоки: Гарга, Аргада, Ина — слева; Улюн — справа.

## Хозяйственное использование
Судоходство возможно до устья Гарги (249 км), регулярное существует до пристани Могойто (226 км). Первый рейс парохода по реке состоялся летом 1928 года. Пароход Селенгинского государственного пароходства «Баргузин» перевёз 59 пассажиров и 5 тонн грузов.
Воды реки используются для орошения.
Жители сёл, расположенных в низовье реки: Усть-Баргузин, Макаринино, Адамово, Зорино; назывались «низовскими». Они занимались рыбным промыслом. Жители сёл, расположенных выше по долине Баргузина занимались земледелием. Их называли «верховские».

## Галерея
- Баргузин в Амутской котловине
- Равнинный участок реки
- Один из порогов Анкоконского прорыва
- Перед входом в Баргузинскую котловину
- В посёлке Усть-Баргузин
- Паромная переправа через Баргузин